# Fundación Cajamurcia
La Fundación Caja de Ahorros de Murcia, conocida comercialmente como Fundación Cajamurcia, es una fundación española con sede en la ciudad de Murcia. Su actividad consiste en el mantenimiento y difusión del patrimonio y la obra social y cultural de la entidad. Es la sucesora de la antigua Caja de Ahorros de Murcia, una caja de ahorros cuyo nombre comercial era "Caja Murcia" y que fue fundada el 23 de septiembre de 1964 por la Diputación Provincial de Murcia.
En 2010 Caja Murcia segregó su negocio bancario en favor del SIP Banco Mare Nostrum (BMN), formado junto a Caixa Penedès, Caja Granada y Sa Nostra.
El 30 de junio de 2014 la Asamblea General de Caja Murcia aprobó la liquidación de la Caja de Ahorros de Murcia y su transformación en una fundación ordinaria.
La fundación poseía parte del accionariado de Banco Mare Nostrum (a 31 de diciembre de 2016, un 6,35%). Tras la fusión por absorción de Banco Mare Nostrum por Bankia en 2018, los accionistas de Banco Mare Nostrum (entre ellos, Fundación Cajamurcia) pasaron a convertirse en accionistas de Bankia. En concreto, la fundación pasaría a tener un 0,419% de Bankia. Tras la fusión por absorción de Bankia por CaixaBank en 2021, la fundación pasó a convertirse en accionista de CaixaBank.

## Historia
Los orígenes de Caja Murcia se remontan a la "Caja de Ahorros Provincial de Murcia", una caja de ahorros fundada el 23 de septiembre de 1964 por la Diputación provincial de Murcia. Su razón social, al igual que el de otras cajas de ahorro, era el de crear una sociedad de ahorro sin ánimo de lucro que impulsara el crédito y la economía de su zona.
El 24 de febrero de 1988 la caja firmó un acuerdo de fusión por absorción con la Caja Rural de Murcia, pasando a ser tras la fusión la mayor entidad financiera de la región por volumen de activos. En el mismo año, modificó su nombre por el de "Caja de Ahorros de Murcia".
En 2009 tenía 22.574 millones de euros en activos y ese mismo año obtuvo 120,2 millones de euros de beneficio neto.

### Banco Mare Nostrum (BMN)
En 2010 la reestructuración del sistema financiero en España, fruto del estallido de la burbuja inmobiliaria, llevó a las cajas de ahorros—las más expuestas al ladrillo y por tanto las más perjudicadas por dicha situación— a plantear la fusión de varias entidades para poder hacer frente a las exigencias de capital y saneamiento que pedía el gobierno.
En 2010 llegó a un acuerdo con Caixa Penedès, Caja Granada y Sa Nostra para formar las cuatro cajas un Sistema Institucional de Protección. El SIP, con sede en Madrid, fue llamado Banco Mare Nostrum (BMN).
Caja Murcia, así como las otras cajas, segregaron todo su negocio bancario (sucursales, clientes, cuentas, depósitos,...) en dicho banco, de forma que las cajas sólo se quedaron con el patrimonio correspondiente a la obra social. A cambio de dicha cesión, cada caja obtuvo una participación accionarial en BMN, de forma que los dividendos por beneficio del banco permitirían a las cajas seguir financiando la obra social. En el momento de su formación, Caja Murcia lideraba el SIP con el 41% del capital social de BMN, por lo que en ese momento era la entidad que más poder de decisión tenía sobre el banco.
Adicionalmente, Caja Murcia firmó un acuerdo por el cual BMN tenía derecho a utilizar su logotipo y marca así como el de las otras cajas de ahorros que dieron origen al banco en sus oficinas, a pesar de que dichas cajas ya no eran las propietarias ni las que operaban dichas sucursales. Así, la marca "Cajamurcia" (sustituida posteriormente por la marca BMN-Cajamurcia) se usaría en las oficinas de BMN de la Región de Murcia, la Comunidad Valenciana y Castilla-La Mancha. El resto de oficinas de la antigua Caja Murcia en otras comunidades autónomas cambiaron su denominación por la marca territorial de BMN correspondiente a cada comunidad. A pesar de la diferenciación por marcas locales, estas no tenían distinción jurídica ya que realmente todos eran distintos nombres para un mismo banco y no existían ninguna diferencia entre una y otra.
En marzo de 2013 los problemas financieros de Banco Mare Nostrum llevaron al Fondo de Reestructuración Ordenada Bancaria (FROB) a inyectar 730 millones de euros en el banco en forma de nuevas acciones. Con la inyección de capital, el organismo público pasó a ser el accionista de referencia de BMN con el 75,86% del capital social, por lo que el porcentaje de participación y decisión de las cajas de ahorros que fundaron el banco se vio notablemente mermado. En junio de 2013, tras la conversión de participaciones preferentes en acciones, otras empresas entraron en el accionariado de BMN y las cajas fundadoras vieron nuevamente reducida su participación en el banco.
Tras la integración tecnológica de Banco Mare Nostrum (BMN) en Bankia en marzo de 2018, todas las oficinas de Banco Mare Nostrum (BMN) pasaron a operar con la imagen de Bankia.

### Transformación en fundación
En consecuencia a lo dispuesto por la ley de cajas aprobada por el Gobierno de España en 2013, Caja Murcia y todas las cajas de ahorros que ya no tuviesen actividad financiera directa debían aprobar su transformación en una fundación especial que gestionase la obra social tal y como venían haciendo hasta entonces.
Así, el 30 de junio de 2014, la Asamblea General de Caja Murcia aprobó la liquidación de la Caja de Ahorros de Murcia y su transformación en una fundación ordinaria con la denominación "Fundación Caja de Ahorros de Murcia".
El 11 de diciembre de 2017, los Patronatos de la Fundación Cajamurcia (la fundación encargada de la obra social de la antigua caja) y de la Fundación Caja de Ahorros de Murcia (la fundación resultante de la transformación de la antigua caja) acordaron la fusión de las mismas, quedando como fundación absorbente la Fundación Caja de Ahorros de Murcia (con nombre comercial Fundación Cajamurcia).